# Енгельгольм
Енгельгольм (швед. Ängelholm) — населений пункт та місто розташування управління комуною Енгельгольм у ланскапі Сконе, Швеція. Населення міста складає 41 490 мешканців.

## Історія
Місто було засновано 1516 року як Енгельгольм королем Данії Кристіаном II, який переніс поселення з Лунтертуна на узбережжі, яке було важко захищати. Як засновник, король Крістіан II особисто визначив межі нового міста та подарував місту грамоту 1516 року. На місті колишнього Лунтертуна сьогодні зберігся лише церковний сад.
Місто століттями лишалось невеликим. Після Роскілльського мира 1658 року воно, разом з усім Сконе, відійшло від Данії до Швеції. Рости місто почало лише у 19-му сторіччі з початком індустріалізації. Енгельгольм також було гарнізонним містом до 1883 року та було місцем розташування бази ВПС Швеції між 1941 та 2009 роками. Старий напис назви міста Engelholm лишався до 1912 року, коли рада міста вирішила перейти на більш сучасне написання відповідно до правил реформи шведського написання 1906 року.

## Сучасність
Важливою галуззю міста є туризм, адже неподалік від міста розташований 6-кілометровий піщаний пляж. Вітри у затоці Скольдевікен приваблюють вітрильників, серфінгістів та віндсерфінгістів.
У міста розташований виробник морозива «Engelholms Glass», який виробляє бл.1,2 млн.літрів морозива на рік, та виробник гоночних авто «Koenigsegg Automotive», розташований на колишній авіабазі F 10 Ängelholm.
Цікавинкою Енгельгольму є пам'ятний знак на місті начебто приземлення НЛО.
Місто також відоме своїми глиняними зозульками — особливим видом окарини. Однак це вмираюча традиція, адже у місті лишився лише один виробник зозульок — Софія Нільссон.
Енгельгольм є також рідним містом хокейного клубу Rögle BK, який увійшов до Шведської хокейної ліги сезону 2016—2017 р.

## Відомі люди
- Емма Андерссон, співачка, модель, кухар та ТБ-персона
- Малік Бенд'єллоуль, режисер фільмів, переможець Оскара
- Йорген Елофссон, автор пісень
- Анна Фіске, ілюстратор та письменниця
- Йорген Йонссон, хокеїст
- Кенні Єнссон, хокеїст
- Крістіан фон Кенігсегг, автомобільний магнат
- Ярл Кулле, актор та режисер
- Рікард Ніллсон, шеф-кухар